# گریگور کوستسکو
گریگور کوستسکو (رومانیایی: Grigore Costescu; ۱۱ آوریل ۱۹۳۴ – ۱۹ مهٔ ۲۰۰۸) بازیکن بسکتبال اهل رومانی بود. وی در بازی‌های المپیک تابستانی ۱۹۵۲ شرکت کرده‌است.